# 外通村
外通村（そとどおりむら）は、かつて新潟県南蒲原郡にあった村。

## 沿革
- 1889年（明治22年）4月1日 - 町村制施行に伴い南蒲原郡山崎興野村、島切窪村、石地村が合併し、外通村が発足。
- 1901年（明治34年）11月1日 - 南蒲原郡庄川村、杉沢村と合併し、庄川村を新設して消滅。